# Limited company
Ltd. är en förkortning för limited company, en företagstyp i Storbritannien, Irland, Gibraltar, Kanada, Cypern, Israel, Indien, Ghana, Malta och Nigeria. Det är i Sverige närmast jämförbart med ett aktiebolag. 